# ブロモクロロメタン
ブロモクロロメタン（Bromochloromethane）は、化学式がCH2BrClのハロメタンの一つ。一塩化一臭化メタン、ハロン1011、CB液などとも呼ばれる。密度が大きく、粘度は小さい。屈折率は1.4808。
消火剤に使われていたが、その毒性の為に1970年代までに使用されなくなり、後にオゾン破壊係数のため「オゾン層を破壊する物質に関するモントリオール議定書」（Eleventh Meeting of the Parties for the Montreal Protocol on Substances that Deplete the Ozone Layer）に基づき2002年1月1日より製造が禁止された。
生物学的には加水分解酵素の一つ、アルキルハライダーゼによって分解される。
{\displaystyle {\ce {CH2BrCl(l)\ + H2O(l) -> CH2O(l)\ + Br2(l)\ + Cl2(g)}}}